# Vicente María Velázquez
Vicente María Velázquez (1773 - 1828), conocido también como el Padre Velázquez fue un sacerdote católico, humanista, político y fundador de la Sociedad de Sanjuanistas en Mérida, Yucatán, México, en los albores del siglo XIX, antes de la independencia de México. Los Sanjuanistas fueron un grupo de criollos que se reunían en la iglesia de San Juan, de donde tomaron el nombre, de la ciudad de Mérida de Yucatán que tenían intereses económicos y sociales distintos a los de la corona española y que aspiraban a una mayor participación política  por lo que acogieron las ideas de la Ilustración francesa del siglo XVIII y se integraron en este grupo liberacionista que les permitió discutir, defender y promover sus ideas liberales, que habrían de conducir a la postre a una participación activa en la lucha de independencia de Yucatán en las primeras décadas del siglo XIX.

## Datos biográficos
Nació y murió en Mérida, Yucatán. Hijo de Agustín Velázquez Novelo y María Alvarado Zapata que se  casaron en mayo de 1772 en la ermita de San Juan Bautista. Su padre era dueño de extensas propiedades en Yaxcabá, Yucatán. Hacia 1793, estudió teología, filosofía y la lengua maya primero en el Convento Grande de San Francisco y después en el Seminario Conciliar de San Ildefonso. En esta época entró en contacto con un texto de fray Bartolomé de las Casas que influyó poderosamente en su ánimo: Tratado de la destrucción de las Indias Occidentales. Fue consagrado diácono y después sacerdote en 1800. Entre 1805 y 1808 fundó la Sociedad de Sanjuanistas en cuyas reuniones que él presidía prevaleció la preocupación humanista tanto el tono como el contenido de las mismas derivaron pronto de lo religioso a lo social. Justo Sierra O'Reilly afirmó que Velázquez sostenía, respecto a los indígenas mayas de Yucatán:

"estos pobres indios forman la inmensa mayoría de la población de la región nuestra, descienden de los primitivos dueños de la tierra, nuestros padres les usurparon todos su derechos y los esclavizaron, so pretexto de religión. Ellos entonces pueden y deben dar la ley en el país..."

Velázquez era, al decir de Juan Francisco Molina Solís, historiador, "un hombre alto, delgado de cara blanca y enjuta, facciones enérgicas, cabeza calva y apenas coronada por cerquillo de escaso cabello".
Falleció a los 55 años el 25 de abril de 1828.

## Yucatán de la época
En el siglo XVIII, las ideas liberales de la Ilustración francesa influían en el México colonial. Los hombres de la clase alta que gustaban de viajar por Europa, hacían traducciones de los libros de texto científico que ahí conseguían. La curiosidad despertaba entre los criollos, comenzaban a cuestionar las pautas sociales, el sistema desigual que privilegiaba los intereses de la corona española, en detrimento de la condición de criollos, y mestizos. La única voz que se escuchó durante 3 siglos fue la de la Corona. Los ilustrados comenzaron a formar grupos secretamente donde discutían sobre política, las ciencias naturales, la filosofía.
A diferencia del centro y el norte del país, donde la minería era explotada por los españoles, Yucatán fue una zona con predominio de producción agrícola que daba mejores resultados respecto a la producción minera y determinó condiciones específicas de desarrollo al interior de la sociedad yucateca. También hay que tomar en cuenta la lejanía y obstáculos geográficos que hacían difícil la comunicación con la Ciudad de México. Esto propiciaba que las relaciones económicas se orientaran vía marítima hacia Veracruz y el Caribe. La tendencia se desarrolló aún más cuando el gobierno colonial, en 1765 y 1778, estableció reformas que favorecían el libre comercio entre islas y provincias del Nuevo Mundo, permitiendo el desarrollo en Campeche y Mérida, de una clase social que con el tiempo adquirió poder económico. En 1778 otra ley, llamada Pragmática del Comercio Libre, acabó definitivamente con el monopolio mercantil de la Corona, favoreciendo aún más el desarrollo económico de los criollos al permitirles comerciar con las islas y otros puertos de España pagando una cuota considerablemente baja por el derecho.

## Vicente María Velázquez y los Sanjuanistas

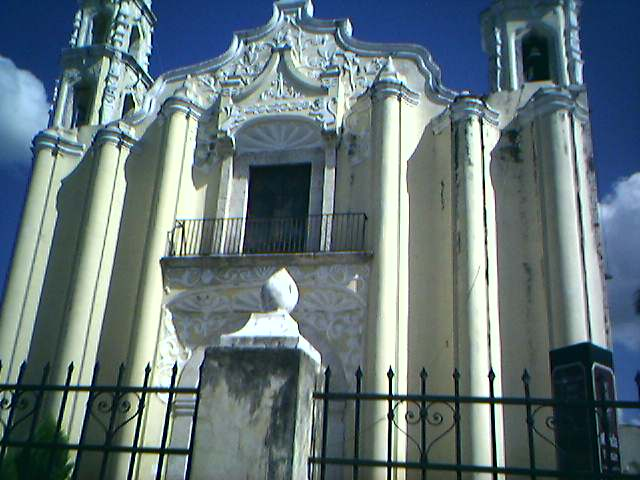
Frente de la iglesia de San Juan, en Mérida (Yucatán).

Vicente María Velázquez se inscribió a la edad de 19 años al convento de San Francisco, situado en un montículo donde después se construyó la fortaleza de San Benito. Desde muy joven reparó en la vida tan injusta y dura que los indios mayas sufrían. Al ser escolar en el convento, Velásquez tenía acceso a la gran biblioteca, donde encontró el libro Brevísima relación de la destrucción de las Indias escrito por fray Bartolomé de las Casas, en el cual se describían las crueldades de los conquistadores hacia los indígenas. Esto influyó en la decisión de Velásquez de ayudar a los indios en sus misiones como sacerdote. En esa época, los mayas, además de trabajar en sus pequeños cultivos, tenían una larga jornada de trabajo en las parcelas de sus amos blancos. También debían pagar impuestos a los sacerdotes por instrucción religiosa y los sacramentos que recibieran. Si no lo hacían, el sacerdote podía azotarlos en la plaza principal.
Al finalizar sus estudios, a Velázquez le fue asignada la iglesia de San Juan, casualmente esta iglesia pertenecía al barrio donde él había crecido. Desde ese momento trató de ayudar y aconsejar a los indios de los abusos que sufrían por parte de los hacendados. Pero también había otros sacerdotes y seglares con ideas de igualdad. Entre ellos estaban Manuel Jiménez Solís; Francisco Carvajal, (padre de Francisco Sebastián Carvajal y Gual, quien fuera presidente de México); Rafael Aguayo y Mariano Gutiérrez.
Fue en 1810 cuando aquellos personajes, bajo la dirección de Velázquez, comenzaron a reunirse semanalmente en la sacristía de la iglesia de San Juan para discutir las formas viables de auxiliar a los mayas. Más tarde se unieron los ilustrados Lorenzo de Zavala, Luis Alonso Peón, Pedro Almeida y José Matías Quintana, siendo este último padre de Andrés y de Tomás Quintana Roo, ambos participantes en el proceso independentista. Fue así como se formó la Sociedad de los Sanjuanistas. Sin embargo, no todos los sanjuanistas estaban de acuerdo con Velásquez, quien pensaba que cualquier mejora social debía empezar con los indígenas. Los Sanjuanistas querían una reforma en la educación y que también se extendiera en la población indígena. Pretendían que se garantizaran los derechos fundamentales del hombre aportados por la Ilustración y el liberalismo, así como la libertad de imprenta, el sufragio para la elección de funcionarios públicos y el respeto a la libertad municipal.

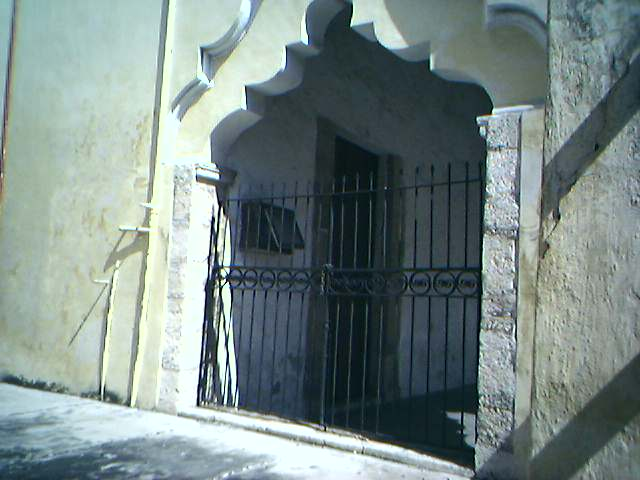
Terraza donde se reunían los sanjuanistas en la iglesia de San Juan.

Las primeras manifestaciones de esta sociedad se dieron en el terreno de la educación. Lucharon contra la escolástica medieval que se enseñó durante el periodo colonial. Las modificaciones del maestro Pablo Moreno a comienzos del siglo XIX en el Seminario Conciliar de San Ildefonso, consistieron en exposición de la filosofía racionalista, y en la lectura de autores de la Ilustración como Voltaire, y Jean-Jacques Rousseau. De esas aulas salieron quienes propugnaron los cambios más revolucionarios en Yucatán a principios del siglo XIX. El bando opuesto fue el de los rutineros, integrados por funcionarios de la Corona, clero, y aristocracia.
Al agudizarse la crisis de España tras la invasión francesa en 1808 y la convocatoria para un congreso constituyente en Cádiz, en las reuniones de los sanjuanistas se discutía sobre la inminente resquebrajadura de la estructura del imperio español. Miguel González Lásteri llegó a Mérida con la Constitución de Cádiz a fines de julio de 1812, pero el gobernador Manuel Artazo y Torredemar se negó a proclamarla, alegando que no tenía una orden para hacerlo. Esto agitó los ánimos de los Sanjuanistas que continuaban reuniéndose en la iglesia hasta altas horas de la noche. El 25 de septiembre de 1812 el obispo de Yucatán prohibió las reuniones en la iglesia de San Juan, argumentando que los participantes se dedicaban a “soltar proposiciones impías y temerarias” y podían organizar atentados contra las autoridades. Al cura Vicente María Velásquez se le prohibió celebrar la misa.
Pero los siguientes meses, los Sanjuanistas siguieron presionando, hasta que el Capitán proclamó la constitución. De esta forma se inició el constitucionalismo en Yucatán. Pero esto también propició más diferencias entre los sanjuanistas y los rutineros. Los sanjuanistas siguiendo la constitución y los rutineros viendo amenazados sus intereses.
De acuerdo a lo establecido en la constitución, se convocó a elecciones para elegir a los diputados de la provincia y el Ayuntamiento. Los Rutineros ganaron la diputación provincial y los Sanjuanistas el Ayuntamiento. El primer alcalde bajo el constitucionalismo colonial fue Francisco Calero. Los Sanjuanistas ejercieron el derecho de la libertad de expresión publicando periódicos como “El Misceláneo y El Aristarco Universal”. Pero a la derrota de Napoleón, el rey de España regresó al trono y desconoció la constitución de Cádiz. Esto agudizó las contradicciones entre Sanjuanistas y Rutineros.
Después de un comunicado lanzado por los Sanjuanistas a los ciudadanos donde aseguraban que no había que aceptar la tiranía, el gobernador prohibió las reuniones públicas en la plaza de San Juan y los Rutineros argumentaron que los Sanjuanistas eran traidores y debían ser castigados. El mismo día fueron detenidos y enviados a la prisión de Veracruz San Juan de Ulúa, donde permanecieron presos por tres años.
Bajo la presión de los Rutineros el gobernador firmó la autorización para que el clero cobrara nuevamente las obvenciones a los indígenas. Lo cual ahondó el problema y finalmente propició el cauce de las ideas de los Sanjuanistas.